# Diario napoletano
Diario napoletano è un film italiano del 1992 diretto da Francesco Rosi.

## Trama
In occasione di un dibattito sulla speculazione edilizia che si tiene alla Facoltà di Architettura di Napoli, viene proiettato il film-inchiesta Le mani sulla città di Francesco Rosi, che vinse il Leone d'oro alla Mostra di Venezia del 1963. Quasi trent'anni dopo, il regista decide di tornare a Napoli insieme ai suoi collaboratori per cercare di capire quanto sia cambiata la realtà metropolitana. Come se si trattasse di un diario, Rosi ripercorre le vie della città osservandone il degrado, la criminalità giovanile e le terribili conseguenze del mercato della droga. La città è molto cambiata e forse, è diventata più insidiosa e cattiva, ma c'è ancora posto per la speranza che, lottando, si possa restituire alla città un volto civile facendola tornare uno dei luoghi più belli del mondo.